# Józef Obacz
Józef Obacz (ur. 24 sierpnia 1936 w Mariampolu, zm. 6 stycznia 2015) – polski pedagog, samorządowiec i działacz społeczny.

## Życiorys
Syn Jakuba. Od 1963 nauczyciel w Bursie Szkolnictwa Zawodowego w Zielonej Górze. W 1964 został nauczycielem fizyki i matematyki w Zespole Szkół Zawodowych w Świebodzinie. W latach 1974–1982 wicedyrektor, a w okresie 1982-2002 dyrektor placówki.
Radny miejski dwóch kadencji. W latach 1994–1998 wiceprzewodniczący rady miejskiej.
11 listopada 2007 otrzymał tytuł Honorowego Obywatela Świebodzina.

## Nagrody i wyróżnienia
- Medal Komisji Edukacji Narodowej
- Złoty Krzyż Zasługi
- Medal 10-lecia Polski Ludowej (1955, na wniosek Naczelnego Komitetu Wykonawczego Zjednoczonego Stronnictwa Ludowego)[4]
- Odznaka honorowa Za Zasługi w Rozwoju Województwa Zielonogórskiego
- Złota Odznaka Ministerstwa Edukacji Narodowej